# Kirby Air Ride
Kirby Air Ride (с англ. — «Воздушная Езда Кирби») — гоночная видеоигра, разработанная в 2003 году компанией HAL Laboratory и выпущенная Nintendo на домашнюю консоль Nintendo GameCube.
В Kirby Air Ride игрок и гонщики, управляемые компьютером ездят на воздушном транспорте под названием Воздушная Езда. В игре возможно участие до 4-х игроков, также это первая игра на GameCube с поддержкой по локальной сети с использованием широкополосных адаптеров и до четырёх GameCube систем.
Kirby Air Ride получила смешанные отзывы критиков, негативно отмечавших лёгкость игры. Однако игра стала коммерчески успешной, продано более 1,2 миллиона копий по всему миру. Масахиро Сакураи — геймдизайнер большинства игр серии Kirby, ушёл со своего поста из HAL Laboratory, и всего через несколько дней опубликовал интервью, в котором открыто раскритиковал Nintendo за обстоятельства, связанные с разработкой Kirby Air Ride. Игру изначально планировалось разработать для Nintendo 64, но этот вариант игры был отменён.
Сиквел игры, Kirby Air Riders, запланирован к выпуску на 2025 год, руководителем проекта выступает Сакураи.

## Игровой процесс
В Kirby Air Ride игрок управляет транспортным средством, многие из которых взяты из предыдущих игр про Кирби, такие например, как Основная Звезда (англ. Warp Star). Игроки могут взять под контроль как самого Кирби, так и его цветовые версии, для конкурирования в гонках и участия в мини-играх.
Простое управление является главной чертой Kirby Air Ride. В отличие от большинства игр, для движения вперёд не требуется нажатия кнопки ввода. В других играх, где кнопка управления используется лишь для управления транспортным средством, в этой игре она выполняет все действия — торможение, зарядка для повышения скорости, засасывание врагов и использование их способностей. Скольжение также является одной из особенностей игр, так как игрок может контролировать высоту транспортного средства, находясь в воздухе.
Каждый из трёх режимов содержит «контрольный список», связанный с ним. Это сетки 12x10, которые содержат 120 квадратов, каждый из которых изначально пустой. Каждая клетка содержит скрытые цели и определённые цели, по достижении которых открывается новое содержимое, такое как новые машины, предметы и курсы, новые персонажи и музыкальные треки для звукового теста. Когда цель будет выполнена, площадка на карте заполнится, возвещая о прохождении гонки. На практике эта система обнаружения неизвестных целей компенсируется несколькими целями, которые относительно легко выполнить, например «закончить гонку за 3 минуты» или «гонка на каждом курсе» и другие цели необходимые только в прохождении игры на время. Каждая выполненная цель открывает новые цели и так до полного прохождения игры.

### Играбельные персонажи
- Кирби — единственный игровой персонаж, доступный в начале игры. Он единственный, который может ездить на различных транспортных средствах и единственный, который может вдыхать врагов и использовать их способности. Представлен различными цветовыми вариациями.
- Мета Рыцарь — соперник Кирби, открываемый впоследствии персонаж. Не ездит на машине, а использует крылья, чтобы парить над землёй. Управление напоминает Крылатого Кирби и Мечника Кирби, автоматически использует меч при приближении к врагам и другим гонщикам. Хотя он и имеет высокую скорость в игре, он не может зарядится.
- Король Дидиди — также открываемый впоследствии персонаж. Ездит на транспорте, внешне напоминающем одноколёсный велосипед. Управление точно такое же, как и для велосипеда, кроме того он может автоматически атаковать с помощью своего молота как и Мета Рыцарь.

### Режимы игры

#### Воздушная Езда
Воздушная Езда (англ. Air Ride) — Игрок выбирает транспортное средство и гонщиков до трёх компьютерных или живых игроков посредством режима «split-screen» или по локальной сети и пытается добраться до финиша раньше всех. Есть два способа игры в этом режиме:
Круги (англ. Laps) — режим по умолчанию. в котором игрок должен для завершения гонки проехать определённое количество кругов вокруг курса. Количество кругов может быть от 1 до 99 или поставлено по умолчанию в зависимости от курса.
Время (англ. Time) — игроку даётся определённое количество времени и игрок, прошедший большую дистанцию, выигрывает гонку.
В обоих режимах Кирби могут проглотить врагов и использовать их способности против своих соперников. Они могут как замедлить гонщиков, так и нанести ущерб их здоровью.
В дополнение к гоночному режиму, Air Ride также имеет режим Временная Атака (англ. Time Attack) когда один игрок ездит вокруг трека три круга. Наконец, игрок может поучаствовать в режиме Свободная Езда (англ. Free Run) — бесконечная гонка с целью достижения максимально низкого прошедшего времени.

#### Топ Езда
Топ Езда (англ. Top Ride) — гоночный режим, предусматривающий более простые пути по трассам. В связи с сокращением трека увеличивается число кругов. Топ Поездка предоставляет лишь две машины на выбор — красная Свободная Звезда (англ. Free Star), управляемая наклонением стика управления и синяя Управляемая Звезда (англ. Steer Star) управляемая поворотом по часовой или против часовой стрелки (соответственно движение вправо или влево).
Как и режиме Воздушная Езда, Топ Езда также имеет режимы Временная Атака и Свободная Езда. Всего семь курсов, основанных на семи разных темах: Трава, Песок, Небо, Огонь, Свет, Вода и Металл.

#### Городское Испытание
Городское Испытание (англ. City Trial) — большой режим, в котором игрок должен проехать по городу с несколькими локациями, такими как лес, пещеры и вулкан, с возможностью обновления транспортного средства для увеличения максимальной скорости, защиты, атак и многого другого. По городу разбросаны многочисленные транспортные средства с пневматической подвеской, которые позволяют игроку переключаться на них в любое время. Игроки могут собирать даже редкие машины, именуемые «Легендарными Машинами» (англ. Legendary Machines), выполненные в разном стиле — НЛО, Дайна Блэйд, железнодорожная пожарная станция, подпрыгивающие предметы и многое другое. По истечении времени, игроки участвуют в небольшом конкурсе, в котором проверяется состояние машины и пройденной гонки. Определяется по критериям — длина пройденной гонки, столкновения, конкурс в котором нужно уничтожить большее количество врагов, а также локация со скольжением на транспортном средстве.

## Разработка
Kirby Air Ride (известный ранее как Kirby Bowl 64 (с англ. — «Кирби Шар 64») или Kirby Ball 64 (с англ. — «Кирби Мяч 64») был первоначально представлен для игровой консоли Nintendo 64. Игра была показана в двух играбельных демо на шоу Сёсинкай (ныне Nintendo Space World) (наряду с Super Mario 64). В первом демо демонстрировался уровень, похожий на уровень Мраморное Безумие (англ. Marble Madness), где игроки управляли мячом в форме Кирби, чтобы либо пройти через препятствие (в однопользовательском режиме), либо выбить конкурирующих игроков с игрового поля (в многопользовательском режиме). Во втором демо, уже больше похожем на конечный продукт показывалась гонка на сноубордах, в которой Кирби собирает звезды получая очки. Впоследствии, пережив множество изменений из-за долгого срока разработки игра была отменена и вновь была показана уже для Nintendo GameCube в виде короткого видео в марте 2003 года на ежегодном саммите DICE в Лас-Вегасе, после чего игра получила окончательное название. Видео получило негативную критику из-за низкой скорости и плохой графики и впоследствии игру отменили.
Kirby Air Ride была впервые показана на выставке E3 в мае того же года. Демоверсия содержала пять воспроизводимых треков и три режима игры. Реакция оказалась более положительной чем на предыдущие версии.
Это последняя игра из серии игр Kirby, где Масахиро Сакураи ещё был сотрудником HAL Laboratory. Связано это с тем, что он публично раскритиковал Nintendo в обстоятельствах, связанных с разработкой игры, в частности он испытывал давление издателя, требовавшего больше игр. Он позже вернётся в HAL Laboratory, чтобы помочь в разработке игры Super Smash Bros. Brawl.

## Музыка
Музыка к игре написана четырьмя композиторами — Дзюном Исикавой, Хирокадзу Андо, Сёго Сакаем и Тадаси Икэгами — эти же композиторы писали музыку к игре Super Smash Bros. Melee.
В Kirby’s Air Ride также присутствуют некоторые песни из японской версии аниме Kirby: Right Back at Ya! (игра была разрекламирована в конце некоторых эпизодов).

## Критика
| Сводный рейтинг       | Сводный рейтинг |
| Агрегатор             | Оценка          |
| --------------------- | --------------- |
| GameRankings          | 65,58 %         |
| Game Ratio            | 62 %            |
| Metacritic            | 61/100          |
| MobyRank              | 60/100          |
| Иноязычные издания    |                 |
| Издание               | Оценка          |
| AllGame               | [ 21 ]          |
| CVG                   | 5,0/10          |
| Edge                  | 3/10            |
| EGM                   | 7/10            |
| Famitsu               | 34/40           |
| Game Informer         | 7/10            |
| GamePro               | 4,0/5           |
| GameRevolution        | C-              |
| GameSpot              | 5,1/10          |
| GameSpy               | [ 30 ]          |
| IGN                   | 5,2/10          |
| Nintendo Power        | 4,2/5           |
| Nintendo World Report | 8,5/10 7,5/10   |
| PALGN                 | 7/10            |
| Play (UK)             | B+              |
| X-Play                | [ 36 ]          |

Всего продано 422 311 копий игры в Японии и 750 000 копий в Соединенных Штатах. После релиза, Kirby Air Ride получила смешанные отзывы от большинства веб-сайтов и журналов. Многие хвалят игру за чистую презентацию и оригинальный режим «City Trial», но критикуют за низкую сложность. Она имеет средний балл 65,58 % на Game Rankings. Сходство Air Ride с другими играми, выпущенными тогда на Nintendo GameCube (такими как F-Zero GX и Mario Kart: Double Dash‼) сделало данную игру одноразовым продуктом. Японское издание Famitsu оценило игру на 34 балла из 40.

## Комментарии
1. ↑  Известная в Японии как Kirby’s Airride (яп. カービィのエアライド Ка:би: но Эа Райдо, «Воздушная Езда Кирби»)